# La fattoria (terza edizione)
La terza edizione del reality show La fattoria è andata in onda dal 15 febbraio al 20 maggio 2006 in prima serata su Canale 5 con la conduzione di Barbara D'Urso per il secondo ed ultimo anno consecutivo, affiancata dagli opinionisti Barbara Alberti e Raffaello Tonon e con la partecipazione dell'inviato Francesco Salvi. È durata 88 giorni, ha avuto 17 concorrenti e 14 puntate e si è tenuta in Ouarzazate (Marocco).
Il programma è andato in onda per 14 puntate complessive più una puntata finale celebrativa. Inizialmente trasmesso il mercoledì sera, nelle successive puntate ha trovato una stabile collocazione al sabato sera (con una puntata infrasettimanale andata in onda mercoledì 3 maggio).
La sigla del programma era Caravan Petrol di Renato Carosone, alla quale è stata modificata la parte "Allah Allah Allah" in "Pascià Pascià Pascià" per rendere più coerente la canzone allo stile ironico della trasmissione, incentrata sulla figura del pascià.
L'edizione è stata seguita da una media di 24,55% di share con 4.957.643 spettatori.
L'edizione si è conclusa con la vittoria di Rosario Rannisi, che si è aggiudicato il montepremi di 200000 €.

## I contadini
L'età dei concorrenti si riferisce al momento dell'arrivo nella fattoria.
| Concorrente              | Età     | Professione                                | Nazionalità           | Stato                |
| ------------------------ | ------- | ------------------------------------------ | --------------------- | -------------------- |
| Rosario Rannisi          | 26 anni | Personaggio televisivo, ex concorrente GF6 | Italia                | Vincitore            |
| Clemente Pernarella      | 34 anni | Attore                                     | Italia                | Secondo classificato |
| Justine Mattera          | 34 anni | Showgirl, attrice                          | Stati Uniti d'America | Terza classificata   |
| Angela Cavagna           | 39 anni | Showgirl                                   | Italia                | Eliminata            |
| Katia Ricciarelli        | 60 anni | Cantante                                   | Italia                | Eliminata            |
| Selvaggia Lucarelli      | 31 anni | Conduttrice radiofonica, opinionista TV    | Italia                | Eliminata            |
| Francesco Arca           | 26 anni | Modello, ex tronista di Uomini e donne     | Italia                | Eliminato            |
| Jennipher Rodriguez      | 27 anni | Modella, showgirl                          | Venezuela             | Eliminata            |
| Alessia Fabiani          | 29 anni | Showgirl                                   | Italia                | Eliminata            |
| Ivano e Silvano Michetti | 59 anni | Cantanti                                   | Italia                | Eliminati            |
| Aldo Montano             | 27 anni | Schermidore                                | Italia                | Eliminato            |
| Leopoldo Mastelloni      | 60 anni | Attore                                     | Italia                | Eliminato            |
| Pamela Petrarolo         | 29 anni | Cantante, showgirl                         | Italia                | Eliminata            |
| Marcus Schenkenberg      | 37 anni | Modello                                    | Svezia                | Eliminato            |
| Randi Ingerman           | 38 anni | Attrice, ex modella                        | Stati Uniti d'America | Eliminata            |
| Alvaro Vitali            | 56 anni | Attore, comico                             | Italia                | Ritirato             |
| Natalie Kriz             | 25 anni | Modella, showgirl                          | Uruguay               | Eliminata            |

## I contadini e il pashà
Il piatto forte di questa edizione era rappresentato proprio dal cast dei partecipanti, tra i quali spiccavano grandi stelle dello spettacolo come Katia Ricciarelli, l'ex lolita prodigio Pamela Petrarolo, il campione olimpico Aldo Montano, gli attori Leopoldo Mastelloni e Alvaro Vitali, i gemelli Michetti (I Cugini di Campagna).
Durante il gioco, i concorrenti dovevano lavorare proprio come in una fattoria vera e propria, comandati da un pashà che stabiliva i compiti della giornata e che veniva eletto settimanalmente attraverso la sfida. Il pashà viveva in un appartamento a parte, con letto matrimoniale e tante comodità, e doveva scegliere di portarsi con sé una concubina (o concubino a seconda del sesso del pashà).

### Classifica finale
Di seguito, la classifica finale in ordine di eliminazione dal gioco del cast del programma
1. Rosario Rannisi (personaggio televisivo)[7]
2. Clemente Pernarella (attore)[7]
3. Justine Mattera (showgirl e attrice)[7]
4. Angela Cavagna (showgirl)
5. Katia Ricciarelli (soprano)
6. Selvaggia Lucarelli (conduttrice radiofonica e opinionista televisiva)
7. Francesco Arca (modello, ex tronista di Uomini e Donne)
8. Jennipher Rodriguez (modella e showgirl)
9. Alessia Fabiani (showgirl)
10. Ivano Michetti e Silvano Michetti de I cugini di campagna (cantanti)
11. Aldo Montano (schermidore)
12. Leopoldo Mastelloni (attore)
13. Pamela Petrarolo (cantante e showgirl)
14. Marcus Schenkenberg (supermodello)
15. Randi Ingerman (ex modella e attrice)
16. Alvaro Vitali (attore comico)
17. Natalie Kriz (modella e showgirl)

Inizialmente era stata scelta come concorrente Maria Monsè, ma poche settimane prima della partenza per il Marocco la showgirl scoprì di essere incinta e dunque rinunciò a partecipare al reality e venne dunque sostituita da Angela Cavagna.

## Tabella delle nomination e dello svolgimento del programma
|                           | Settimana 1                            | Settimana 2                            | Settimana 3                           | Settimana 4                          | Settimana 5                           | Settimana 6                        | Settimana 7                           | Settimana 8                        | Settimana 9                           | Settimana 10                        | Settimana 11/1                        | Settimana 11/2                         | Settimana 12                        | Ultima Settimana                                      | Ultima Settimana                                      |
| ------------------------- | -------------------------------------- | -------------------------------------- | ------------------------------------- | ------------------------------------ | ------------------------------------- | ---------------------------------- | ------------------------------------- | ---------------------------------- | ------------------------------------- | ----------------------------------- | ------------------------------------- | -------------------------------------- | ----------------------------------- | ----------------------------------------------------- | ----------------------------------------------------- |
| Pasha della settimana     | Clemente Pernarella                    | Alvaro Vitali                          | Aldo Montano                          | Justine Mattera                      | Alessia Fabiani                       | Francesco Arca                     | Jennipher Rodriguez                   | Katia Ricciarelli                  | Angela Cavagna                        | Justine Mattera                     | Clemente Pernarella                   | Rosario Rannisi                        | Clemente Pernarella                 | -                                                     | -                                                     |
| Concubino della settimana | Selvaggia Lucarelli                    | Pamela Petrarolo                       | Katia Ricciarelli                     | Leopoldo Mastelloni                  | Francesco Arca                        | Jennipher Rodriguez                | Francesco Arca                        | Clemente Pernarella                | Clemente Pernarella                   | Rosario Rannisi                     | Selvaggia Lucarelli                   | Angela Cavagna                         | Justine Mattera                     | -                                                     | -                                                     |
|                           |                                        |                                        |                                       |                                      |                                       |                                    |                                       |                                    |                                       |                                     |                                       |                                        |                                     |                                                       |                                                       |
| Rosario Rannisi           | Non in gara                            | Non in gara                            | Non in gara                           | Non in gara                          | Non in gara                           | Non in gara                        | Non in gara                           | Non in gara                        | Non nominabile                        | Clemente Pernarella                 | Selvaggia Lucarelli                   | Clemente Pernarella                    | Justine Mattera                     | Vincitore (14ª Puntata - Giorno 88)                   | Vincitore (14ª Puntata - Giorno 88)                   |
| Rosario Rannisi           | Non in gara                            | Non in gara                            | Non in gara                           | Non in gara                          | Non in gara                           | Non in gara                        | Non in gara                           | Non in gara                        | Non nominabile                        | Clemente Pernarella                 | Selvaggia Lucarelli                   | Katia Ricciarelli                      | Justine Mattera                     | Vincitore (14ª Puntata - Giorno 88)                   | Vincitore (14ª Puntata - Giorno 88)                   |
| Clemente Pernarella       | Angela Cavagna                         | Randi Ingerman                         | Marcus Schenkenberg                   | Alessia Fabiani                      | Katia Ricciarelli                     | Alessia Fabiani                    | Alessia Fabiani                       | Alessia Fabiani                    | Katia Ricciarelli                     | Rosario Rannisi                     | Angela Cavagna                        | Angela Cavagna                         | Angela Cavagna                      | Secondo (14ª Puntata - Giorno 88)                     | Secondo (14ª Puntata - Giorno 88)                     |
| Clemente Pernarella       | Selvaggia Lucarelli                    | Randi Ingerman                         | Marcus Schenkenberg                   | Alessia Fabiani                      | Katia Ricciarelli                     | Alessia Fabiani                    | Alessia Fabiani                       | Alessia Fabiani                    | Katia Ricciarelli                     | Rosario Rannisi                     | Angela Cavagna                        | Katia Ricciarelli                      | Angela Cavagna                      | Secondo (14ª Puntata - Giorno 88)                     | Secondo (14ª Puntata - Giorno 88)                     |
| Justine Mattera           | Non in gara                            | Non in gara                            | Non nominabile                        | Cugini di Campagna                   | Katia Ricciarelli                     | Aldo Montano                       | Alessia Fabiani                       | Alessia Fabiani                    | Katia Ricciarelli                     | Francesco Arca                      | Katia Ricciarelli                     | Angela Cavagna                         | Rosario Rannisi                     | Terza (14ª Puntata - Giorno 88)                       | Terza (14ª Puntata - Giorno 88)                       |
| Justine Mattera           | Non in gara                            | Non in gara                            | Non nominabile                        | Cugini di Campagna                   | Katia Ricciarelli                     | Aldo Montano                       | Alessia Fabiani                       | Alessia Fabiani                    | Katia Ricciarelli                     | Francesco Arca                      | Katia Ricciarelli                     | Katia Ricciarelli                      | Rosario Rannisi                     | Terza (14ª Puntata - Giorno 88)                       | Terza (14ª Puntata - Giorno 88)                       |
| Angela Cavagna            | Eliminata (Giorno 1)                   | Eliminata (Giorno 1)                   | Eliminata (Giorno 1)                  | Non nominabile                       | Katia Ricciarelli                     | Aldo Montano                       | Alessia Fabiani                       | Alessia Fabiani                    | Jennipher Rodriguez                   | Rosario Rannisi                     | Selvaggia Lucarelli                   | Clemente Pernarella                    | Justine Mattera                     | Eliminata (13ª Puntata - Giorno 81)                   | Eliminata (13ª Puntata - Giorno 81)                   |
| Angela Cavagna            | Eliminata (Giorno 1)                   | Eliminata (Giorno 1)                   | Eliminata (Giorno 1)                  | Non nominabile                       | Katia Ricciarelli                     | Aldo Montano                       | Alessia Fabiani                       | Alessia Fabiani                    | Jennipher Rodriguez                   | Rosario Rannisi                     | Selvaggia Lucarelli                   | Justine Mattera                        | Justine Mattera                     | Eliminata (13ª Puntata - Giorno 81)                   | Eliminata (13ª Puntata - Giorno 81)                   |
| Katia Ricciarelli         | Jennipher Rodriguez                    | Randi Ingerman                         | Marcus Schenkenberg                   | Jennipher Rodriguez                  | Cugini di Campagna                    | Aldo Montano                       | Clemente Pernarella                   | Justine Mattera                    | Selvaggia Lucarelli                   | Rosario Rannisi                     | Selvaggia Lucarelli                   | Angela Cavagna                         | Eliminata (13ª Puntata - Giorno 81) | Eliminata (13ª Puntata - Giorno 81)                   | Eliminata (13ª Puntata - Giorno 81)                   |
| Katia Ricciarelli         | Jennipher Rodriguez                    | Randi Ingerman                         | Marcus Schenkenberg                   | Jennipher Rodriguez                  | Cugini di Campagna                    | Aldo Montano                       | Clemente Pernarella                   | Justine Mattera                    | Selvaggia Lucarelli                   | Rosario Rannisi                     | Selvaggia Lucarelli                   | Clemente Pernarella                    | Eliminata (13ª Puntata - Giorno 81) | Eliminata (13ª Puntata - Giorno 81)                   | Eliminata (13ª Puntata - Giorno 81)                   |
| Selvaggia Lucarelli       | Francesco Arca                         | Randi Ingerman                         | Francesco Arca                        | Alessia Fabiani                      | Katia Ricciarelli                     | Katia Ricciarelli                  | Alessia Fabiani                       | Alessia Fabiani                    | Katia Ricciarelli                     | Rosario Rannisi                     | Katia Ricciarelli                     | Eliminata (12ª Puntata - Giorno 78)    | Eliminata (12ª Puntata - Giorno 78) | Eliminata (12ª Puntata - Giorno 78)                   | Eliminata (12ª Puntata - Giorno 78)                   |
| Francesco Arca            | Leopoldo Mastelloni                    | Randi Ingerman                         | Clemente Pernarella                   | Pamela Petrarolo                     | Aldo Montano                          | Justine Mattera                    | Clemente Pernarella                   | Clemente Pernarella                | Clemente Pernarella                   | Clemente Pernarella                 | Eliminato (11ª Puntata - Giorno 74)   | Eliminato (11ª Puntata - Giorno 74)    | Eliminato (11ª Puntata - Giorno 74) | Eliminato (11ª Puntata - Giorno 74)                   | Eliminato (11ª Puntata - Giorno 74)                   |
| Jennipher Rodriguez       | Natalie Kriz                           | Katia Ricciarelli                      | Pamela Petrarolo                      | Katia Ricciarelli                    | Katia Ricciarelli                     | Aldo Montano                       | Cugini di Campagna                    | Clemente Pernarella                | Clemente Pernarella                   | Eliminata (10ª Puntata - Giorno 67) | Eliminata (10ª Puntata - Giorno 67)   | Eliminata (10ª Puntata - Giorno 67)    | Eliminata (10ª Puntata - Giorno 67) | Eliminata (10ª Puntata - Giorno 67)                   | Eliminata (10ª Puntata - Giorno 67)                   |
| Alessia Fabiani           | Pamela Petrarolo                       | Pamela Petrarolo                       | Pamela Petrarolo                      | Pamela Petrarolo                     | Leopoldo Mastelloni                   | Aldo Montano                       | Clemente Pernarella                   | Selvaggia Lucarelli                | Eliminata (9ª Puntata - Giorno 60)    | Eliminata (9ª Puntata - Giorno 60)  | Eliminata (9ª Puntata - Giorno 60)    | Eliminata (9ª Puntata - Giorno 60)     | Eliminata (9ª Puntata - Giorno 60)  | Eliminata (9ª Puntata - Giorno 60)                    | Eliminata (9ª Puntata - Giorno 60)                    |
| Cugini di Campagna        | Non in gara                            | Non in gara                            | Non nominabili                        | Pamela Petrarolo                     | Katia Ricciarelli                     | Katia Ricciarelli                  | Clemente Pernarella                   | Eliminati (8ª Puntata - Giorno 53) | Eliminati (8ª Puntata - Giorno 53)    | Eliminati (8ª Puntata - Giorno 53)  | Eliminati (8ª Puntata - Giorno 53)    | Eliminati (8ª Puntata - Giorno 53)     | Eliminati (8ª Puntata - Giorno 53)  | Eliminati (8ª Puntata - Giorno 53)                    | Eliminati (8ª Puntata - Giorno 53)                    |
| Aldo Montano              | Randi Ingerman                         | Randi Ingerman                         | Jennipher Rodriguez                   | Jennipher Rodriguez                  | Cugini di Campagna                    | Clemente Pernarella                | Eliminato (7ª Puntata - Giorno 43)    | Eliminato (7ª Puntata - Giorno 43) | Eliminato (7ª Puntata - Giorno 43)    | Eliminato (7ª Puntata - Giorno 43)  | Eliminato (7ª Puntata - Giorno 43)    | Eliminato (7ª Puntata - Giorno 43)     | Eliminato (7ª Puntata - Giorno 43)  | Eliminato (7ª Puntata - Giorno 43)                    | Eliminato (7ª Puntata - Giorno 43)                    |
| Leopoldo Mastelloni       | Jennipher Rodriguez                    | Randi Ingerman                         | Marcus Schenkenberg                   | Aldo Montano                         | Aldo Montano                          | Eliminato (6ª Puntata - Giorno 36) | Eliminato (6ª Puntata - Giorno 36)    | Eliminato (6ª Puntata - Giorno 36) | Eliminato (6ª Puntata - Giorno 36)    | Eliminato (6ª Puntata - Giorno 36)  | Eliminato (6ª Puntata - Giorno 36)    | Eliminato (6ª Puntata - Giorno 36)     | Eliminato (6ª Puntata - Giorno 36)  | Eliminato (6ª Puntata - Giorno 36)                    | Eliminato (6ª Puntata - Giorno 36)                    |
| Pamela Petrarolo          | Natalie Kriz                           | Randi Ingerman                         | Marcus Schenkenberg                   | Jennipher Rodriguez                  | Eliminata (5ª Puntata - Giorno 29)    | Eliminata (5ª Puntata - Giorno 29) | Eliminata (5ª Puntata - Giorno 29)    | Eliminata (5ª Puntata - Giorno 29) | Eliminata (5ª Puntata - Giorno 29)    | Eliminata (5ª Puntata - Giorno 29)  | Eliminata (5ª Puntata - Giorno 29)    | Eliminata (5ª Puntata - Giorno 29)     | Eliminata (5ª Puntata - Giorno 29)  | Eliminata (5ª Puntata - Giorno 29)                    | Eliminata (5ª Puntata - Giorno 29)                    |
| Marcus Schenkenberg       | Pamela Petrolo                         | Pamela Petrarolo                       | Clemente Pernarella                   | Eliminato (4ª Puntata - Giorno 22)   | Eliminato (4ª Puntata - Giorno 22)    | Eliminato (4ª Puntata - Giorno 22) | Eliminato (4ª Puntata - Giorno 22)    | Eliminato (4ª Puntata - Giorno 22) | Eliminato (4ª Puntata - Giorno 22)    | Eliminato (4ª Puntata - Giorno 22)  | Eliminato (4ª Puntata - Giorno 22)    | Eliminato (4ª Puntata - Giorno 22)     | Eliminato (4ª Puntata - Giorno 22)  | Eliminato (4ª Puntata - Giorno 22)                    | Eliminato (4ª Puntata - Giorno 22)                    |
| Randi Ingerman            | Natalie Kriz                           | Katia Ricciarelli                      | Eliminata (3ª Puntata - Giorno 15)    | Eliminata (3ª Puntata - Giorno 15)   | Eliminata (3ª Puntata - Giorno 15)    | Eliminata (3ª Puntata - Giorno 15) | Eliminata (3ª Puntata - Giorno 15)    | Eliminata (3ª Puntata - Giorno 15) | Eliminata (3ª Puntata - Giorno 15)    | Eliminata (3ª Puntata - Giorno 15)  | Eliminata (3ª Puntata - Giorno 15)    | Eliminata (3ª Puntata - Giorno 15)     | Eliminata (3ª Puntata - Giorno 15)  | Eliminata (3ª Puntata - Giorno 15)                    | Eliminata (3ª Puntata - Giorno 15)                    |
| Alvaro Vitali             | Randi Ingerman                         | Selvaggia Lucarelli                    | Ritirato (3ª Puntata - Giorno 15)     | Ritirato (3ª Puntata - Giorno 15)    | Ritirato (3ª Puntata - Giorno 15)     | Ritirato (3ª Puntata - Giorno 15)  | Ritirato (3ª Puntata - Giorno 15)     | Ritirato (3ª Puntata - Giorno 15)  | Ritirato (3ª Puntata - Giorno 15)     | Ritirato (3ª Puntata - Giorno 15)   | Ritirato (3ª Puntata - Giorno 15)     | Ritirato (3ª Puntata - Giorno 15)      | Ritirato (3ª Puntata - Giorno 15)   | Ritirato (3ª Puntata - Giorno 15)                     | Ritirato (3ª Puntata - Giorno 15)                     |
| Natalie Kriz              | Randi Ingerman                         | Eliminata (2ª Puntata - Giorno 8)      | Eliminata (2ª Puntata - Giorno 8)     | Eliminata (2ª Puntata - Giorno 8)    | Eliminata (2ª Puntata - Giorno 8)     | Eliminata (2ª Puntata - Giorno 8)  | Eliminata (2ª Puntata - Giorno 8)     | Eliminata (2ª Puntata - Giorno 8)  | Eliminata (2ª Puntata - Giorno 8)     | Eliminata (2ª Puntata - Giorno 8)   | Eliminata (2ª Puntata - Giorno 8)     | Eliminata (2ª Puntata - Giorno 8)      | Eliminata (2ª Puntata - Giorno 8)   | Eliminata (2ª Puntata - Giorno 8)                     | Eliminata (2ª Puntata - Giorno 8)                     |
|                           |                                        |                                        |                                       |                                      |                                       |                                    |                                       |                                    |                                       |                                     |                                       |                                        |                                     |                                                       |                                                       |
| Nominato dal pasha        | Selvaggia Lucarelli                    | Selvaggia Lucarelli                    | Jennipher Rodriguez                   | Cugini di Campagna                   | Leopoldo Mastelloni                   | Justine Mattera                    | Cugini di Campagna                    | Justine Mattera                    | Jennipher Rodriguez                   | Francesco Arca                      | Angela Cavagna                        | -                                      | -                                   | -                                                     | -                                                     |
| Nominato dal gruppo       | Natalie Kriz                           | Randi Ingerman                         | Marcus Schenkenberg                   | Pamela Petrarolo                     | Katia Ricciarelli                     | Aldo Montano                       | Clemente Pernarella                   | Alessia Fabiani                    | Katia Ricciarelli                     | Rosario Rannisi                     | Selvaggia Lucarelli                   | Clemente Pernarella, Katia Ricciarelli | Justine Mattera, Angela Cavagna     | Clemente Pernarella, Justine Mattera, Rosario Rannisi | Clemente Pernarella, Justine Mattera, Rosario Rannisi |
| Ritirati                  | nessuno                                | Alvaro Vitali                          | nessuno                               | nessuno                              | nessuno                               | nessuno                            | nessuno                               | nessuno                            | nessuno                               | nessuno                             | nessuno                               | nessuno                                | nessuno                             | nessuno                                               | nessuno                                               |
| Salvati                   | Selvaggia Luccarelli 49% per eliminare | Selvaggia Luccarelli 31% per eliminare | Jennipher Rodriguez 46% per eliminare | Cugini di Campagna 45% per eliminare | Katia Ricciarelli 48% per eliminare   | Justine Mattera 35% per eliminare  | Clemente Pernarella 32% per eliminare | Justine Mattera 35% per eliminare  | Katia Ricciarelli 41% per eliminare   | Rosario Rannisi 33% per eliminare   | Angela Cavagna 27% per eliminare      | Clemente Pernarella 46% per eliminare  | Justine Mattera 33% per eliminare   | Rosario Rannisi 55% per vincere                       | Rosario Rannisi 55% per vincere                       |
| Eliminati                 | Angela Cavagna per eliminare           | Randi Ingerman 69% per eliminare       | Marcus Schenkenberg 54% per eliminare | Pamela Petrarolo 55% per eliminare   | Leopoldo Mastelloni 52% per eliminare | Aldo Montano 65% per eliminare     | Cugini di Campagna 68% per eliminare  | Alessia Fabiani 65% per eliminare  | Jennipher Rodriguez 59% per eliminare | Francesco Arca 67% per eliminare    | Selvaggia Lucarelli 73% per eliminare | Katia Ricciarelli 54% per eliminare    | Angela Cavagna 67% per eliminare    | Clemente Pernarella 45% (su 2)                        | Clemente Pernarella 45% (su 2)                        |
| Eliminati                 | Natalie Kriz 51% per eliminare         | Randi Ingerman 69% per eliminare       | Marcus Schenkenberg 54% per eliminare | Pamela Petrarolo 55% per eliminare   | Leopoldo Mastelloni 52% per eliminare | Aldo Montano 65% per eliminare     | Cugini di Campagna 68% per eliminare  | Alessia Fabiani 65% per eliminare  | Jennipher Rodriguez 59% per eliminare | Francesco Arca 67% per eliminare    | Selvaggia Lucarelli 73% per eliminare | Katia Ricciarelli 54% per eliminare    | Angela Cavagna 67% per eliminare    | Justine Mattera ??% (su 3)                            | Justine Mattera ??% (su 3)                            |

Nota 1: Il pasha Clemente deve decidere chi eliminare subito tra Selvaggia e Angela, perdenti nella prova del pasha. Angela viene eliminata, mentre Selvaggia va automaticamente in nomination.
Nota 1.1: Nelle nomination del gruppo c'è un pari merito tra Natalie e Randi. In questo caso è il pasha a decidere: Clemente decide di nominare Natalie contro Selvaggia.
Nota 2: Il pasha Justine, tra le nominate a pari merito Jennipher e Pamela, manda quest'ultima in nomination contro i Cugini di Campagna.
Nota 2.2: Rientra in gara la prima eliminata, Angela Cavagna, in sostituzione di Alvaro Vitali, ritiratosi per problemi di salute.
Nota 3: Aldo Montano, a causa di uno stiramento alla coscia destra, sotto consiglio del medico decide di abbandonare il gioco facendosi nominare al televoto dai compagni, per non procurare danni alla produzione per la scelta di un eventuale sostituto.
Nota 4: Il pasha Jennipher, tra i nominati a pari merito Alessia e Clemente, manda quest'ultimo in nomination contro i Cugini di Campagna.
Nota 5: Entra in gioco un ex concorrente della sesta edizione del Grande Fratello (che si sta svolgendo in contemporanea alla Fattoria). È il pubblico a decidere chi far entrare tra: Franco Alvisi, Pier Renato Esposito e Rosario Rannisi. Il pubblico sceglie proprio quest'ultimo, che diventa un concorrente ufficiale.
Nota 6: Nell'undicesima settimana, la Fattoria (trasferitarsi al sabato sera da qualche puntata) va in onda con una puntata infrasettimanale anche mercoledì 3 maggio.
Nota 7: La sfida del pasha è tutti contro tutti. Chi vincerà sarà immune dalle nomination, ma non dovrà scegliere il primo candidato al televoto, d'ora in poi anch'esso nominato da tutto il gruppo.
Nota 7.1: I contadini, dopo la prima votazione in torre, a sorpresa devono effettuare una seconda nomination in modo palese. Questi voti vanno a sommarsi a quelli della prima votazione.
Nota 7.2: Si verifica un ex aequo dopo le due votazioni: tra Angela, Clemente e Katia il pasha Rosario manda al televoto questi ultimi.
Nota 8: C'è una seconda eliminazione, prima della finale. Tramite il meccanismo delle nomination, i due più votati vanno al televoto e il pubblico decide chi eliminare. Clemente, ultimo pasha, è il primo finalista, visto che si è aggiudicato l'immunità. Ed è proprio lui a decidere le sorti dei suoi rivali Rosario e Angela, in parità numerica nelle votazioni: contro Justine, la più nominata in questo caso, Clemente manda al televoto Angela.
Nota 9: I finalisti della terza edizione della Fattoria sono: Clemente Pernarella, Rosario Rannisi e Justine Mattera.
Nota 10: Nel galà celebrativo "La notte della Fattoria", i contadini sono chiamati a votare segretamente il vincitore morale: il più votato risulta Francesco Arca.

## Episodi di particolare rilievo
Durante la prima puntata, sono stati presentati 14 dei 17 concorrenti. 4 di questi, Alessia Fabiani, Marcus Schenkenberg, Natalie Kriz e Alvaro Vitali, sono però stati lasciati in un'oasi con il compito di portare gli animali all'interno della "Kasbah", facendo scambi con i berberi del luogo. Durante la prima puntata, in seguito a una sfida, verrà eliminata Angela Cavagna, poi ripescata e tornata in gioco qualche settimana dopo in sostituzione di Alvaro Vitali, ritiratosi per problemi di salute, così come già successo nelle precedenti edizioni. Gli altri concorrenti, Justine Mattera e I cugini di campagna (in realtà solo due dei quattro, i gemelli Silvano e Ivano) sono entrati in gioco nella seconda puntata e per una settimana, prima di unirsi al gruppo, hanno dovuto vivere insieme a una famiglia berbera. Infine, il 17° concorrente, il vincitore Rosario Rannisi, è entrato in gioco a poche settimane dalla fine del reality, in seguito a un televoto in cui il pubblico era chiamato a decidere chi far entrare in gioco fra tre esclusi dell'edizione del Grande Fratello 6 in onda in concomitanza con La Fattoria.
L'edizione è stata ricca di liti e scontri; in particolare ha suscitato molte critiche l'atteggiamento del soprano Katia Ricciarelli verso le concorrenti donne durante le prime settimane del programma. In seguito ci sono state numerose alleanze e divisione dei concorrenti in "fazioni", che hanno fomentato la rivalità nel gioco. Nel reality è nata anche una storia d'amore, tra l'ex "tronista" di Uomini e Donne Francesco Arca e la valletta venezuelana Jennipher Rodriguez.
Inoltre, La fattoria è stata al centro delle attenzioni anche per il clamore suscitato da Orlando Portento, marito (fino al 2009) di Angela Cavagna, che durante la prima puntata (ma anche nelle seguenti) ha lamentato la presenza di brogli nella trasmissioni in maniera molto originale, usando un modo di fare molto particolare e espressioni esilaranti quali "tricchebballacche" e "cammellate".

## Il gruppo di ascolto
Un ruolo importante è stato rappresentato anche dal "gruppo di ascolto", ovvero gli opinionisti che in questa edizione hanno interagito molto frequentemente con i concorrenti influenzandone anche il comportamento. Opinionisti fissi sono stati Raffaello Tonon, vincitore dell'edizione precedente del reality, Barbara Alberti, che ha anche avuto accese discussioni con Katia Ricciarelli e Francesco Arca, e "sora Daniela", che rappresentava la voce del popolo e portava le opinioni dei suoi clienti raccolte nel banco di alimentari dove lavora, al mercato. Si sono anche susseguiti in alcune puntate Simona Izzo, Alessandro Rostagno, Enrico Lucherini, Fabio Canino.